# Calystegia silvatica
Calystegia silvatica es una especie de planta herbácea perteneciente a la familia de las convolvuláceas. Es conocida con el nombre común de corregüela mayor..

## Descripción
Tiene grandes hojas con forma de flecha y vistosas flores de color blanco con forma de trompeta de hasta 9 centímetros de diámetro. Se considera una mala hierba en algunas zonas donde se ha escapado de cultivo y ahora crece en forma silvestre. Se propaga fácilmente a través de rizomas resistentes. Tiene varias subespecies.

## Distribución y hábitat
Es nativa del sur de Europa, pero se ha introducido en muchas otras áreas, porque es una planta ornamental en jardines.

## Taxonomía
Calystegia silvatica fue descrita por (Kit.) Griseb. y publicado en Spicilegium florae rumelicae et bithynicae . . . 2(1): 74. 1844.
Etimología
Calystegia: nombre genérico que deriva de las palabras griegas: kalux = taza y stegos = cubierta.
silvatica: epíteto latíno que significa "de los bosques" 
Variedades aceptadas
- Calystegia silvatica subsp. fraterniflora (Mack. & Bush) Brummitt

Sinonimia
- Calystegia barbara Pomel
- Calystegia inflata G.Don
- Calystegia physoides Pomel
- Calystegia sepium subsp. silvatica (Kit.) Maire
- Calystegia sylvestris (Willd.) Roem. & Schult.
- Convolvulus silvaticus Kit.
- Convolvulus sylvestris Willd.[1]